# William Godshalk
William Godshalk (25 de octubre de 1817 - 6 de febrero de 1891) fue un miembro Republicano de la Cámara de Representantes de los Estados Unidos de Pensilvania.

## Biografía
Godshalk nació en el municipio de East Nottingham, Pensilvania. Se mudó con sus padres al Condado de Bucks, Pensilvania, en 1818. Asistió a la escuela y a Union Academy en Doylestown, Pensilvania. Aprendió el oficio de molinero y en 1847 participó en la molienda en el Municipio Doylestown. Durante la Guerra de Secesión, sirvió en el Ejército de la Unión, desde el 11 de octubre de 1862, hasta el 23 de julio de 1863.
Fue un candidato para elecciones al Senado de Estado en Pensilvania en 1864. Fue elegido como juez asociado del Condado de Bucks en octubre de 1871 y sirvió durante cinco años.
Godshalk fue elegido como Republicano para los Congresos Cuadragésimo sexto y Cuadragésimo séptimo. Regresó a la molienda, y murió en Nueva Bretaña, Pensilvania. Está enterrado en el Cementerio de la Iglesia Presbiteriana en Doylestown.